# 火星探测漫游者

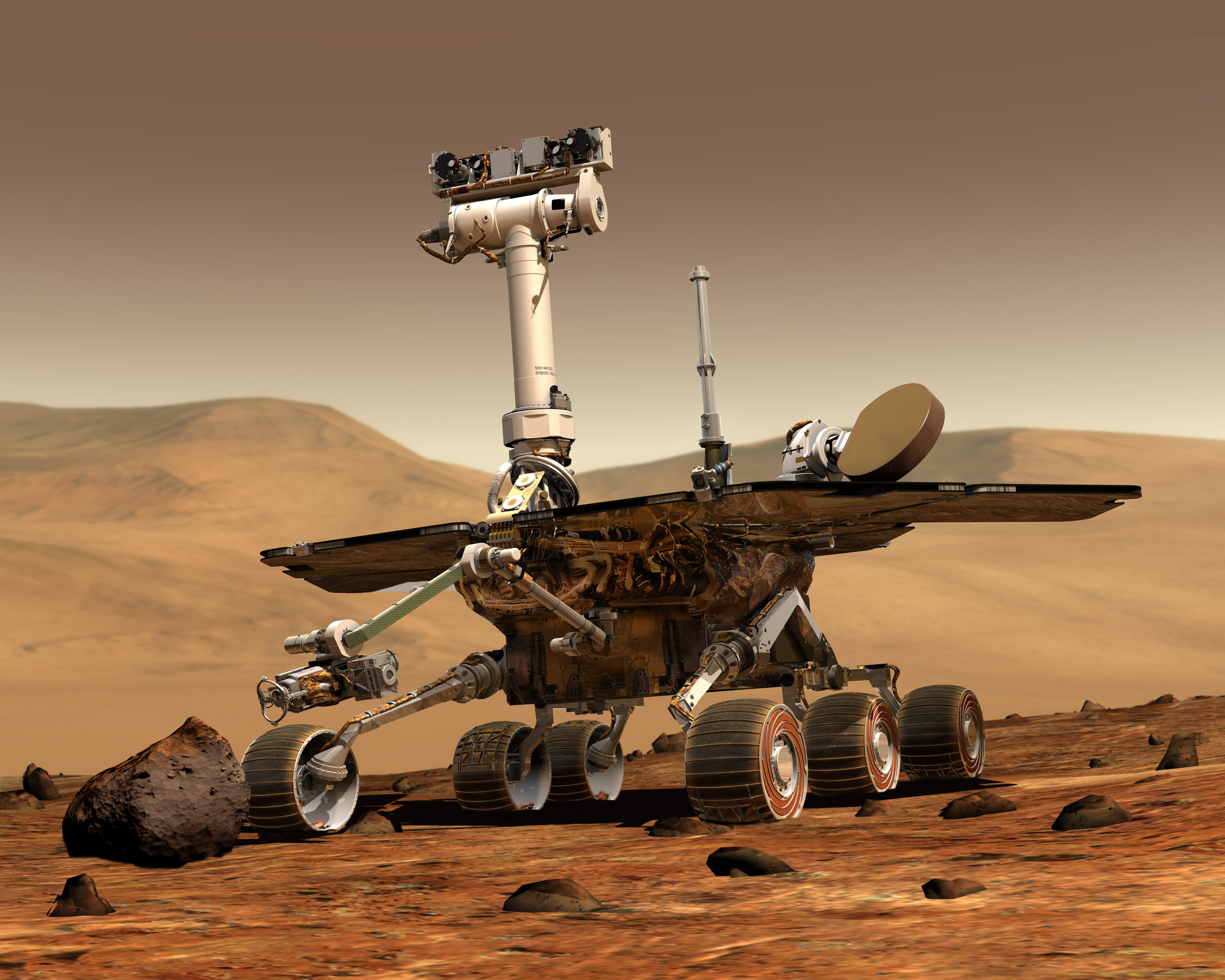
艺术家描绘的火星探测漫游者

火星探测漫游者（英語：Mars Exploration Rover，縮寫：MER）是美国国家航空航天局的2003年火星探测计划。这项计划的主要目的是将勇气号（Spirit, MER-A）和机遇号（Opportunity, MER-B）两辆火星车送往火星，对火星这颗红色行星进行实地考察。火星探测漫游者任务开始于2003年。
任务目标是在岩石和土壤中搜寻水活动的线索。本项目是NASA火星探索项目的一部分，还包括了已经成功的1976年海盗号着陆器和1997年的火星探路者探测器。本项目原预算8.2亿美元，由于火星车工作时间远超过原计划的90天火星日，任务再度延伸5次，第五次任务扩展于2007年10月批准，结束于2009年。前4次延伸任务预算1.04亿美元，第五次延伸任务预算2千万美元。2007年7月的第四次扩充任务中，火星尘暴威胁到火星车太阳能电池接受日照的能力，工程师们认为2个火星车可能就此永久失效，但尘暴消散后火星车又恢复了功能。後來任務又多次延伸，机遇号一直堅持工作到2019年才結束其任務。
2架火星车获得了大量科学信息，为此，2个小行星被命名为：37452勇气和39382机遇。本任务的航天器由喷气推进实验室设计、建造和操作。

## 目标
MER的科学考察任务：

机遇号正在接近火星

- 搜索和辨识岩石土壤中的水活动迹象，从而分析水导致的矿化过程，如降水、大气中的水蒸汽、沉积岩或热液活动。
- 探测着陆区周围的矿物分布。
- 探测形成当地地貌和化学成分的地质活动，类似的过程可能包括水或风侵蚀、沉积、热液活动、火山活动以及陨石撞击。
- 校准确认[火星勘测轨道器]的地表观测结果。从而确认火星轨道观测的精度和有效性。
- 搜寻含铁矿物，确认并定量分析含水或水形成矿物，如含铁碳酸盐。
- 通过岩石土壤的矿物学分析和纹理测定其成因。
- 寻找液态水存在时期的环境因素导致的地质学线索。
- 评估火星环境能否支持生命的存在。

近20年，NASA开展了几个任务搜寻火星生命，搜寻从检测火星环境是否适合生命存在开始。人们所理解的生命形式需要水，所以火星历史上是否有水存在至关重要。虽然火星探测漫游者没有能力直接检测生命存在与否，但它可以提供火星历史上适居性的重要信息。

## 历史

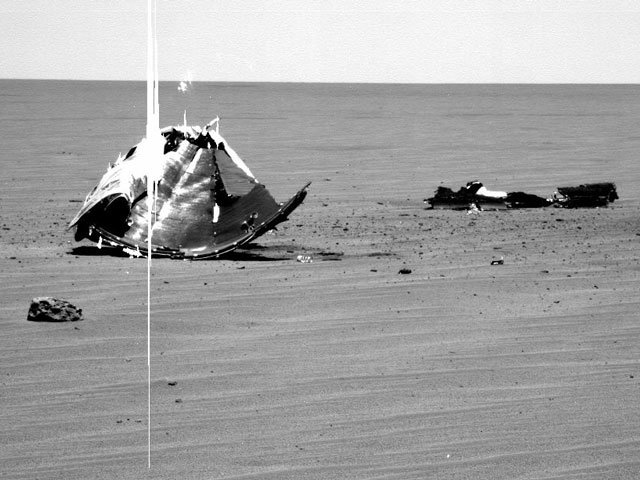
机遇号抛弃的热护盾

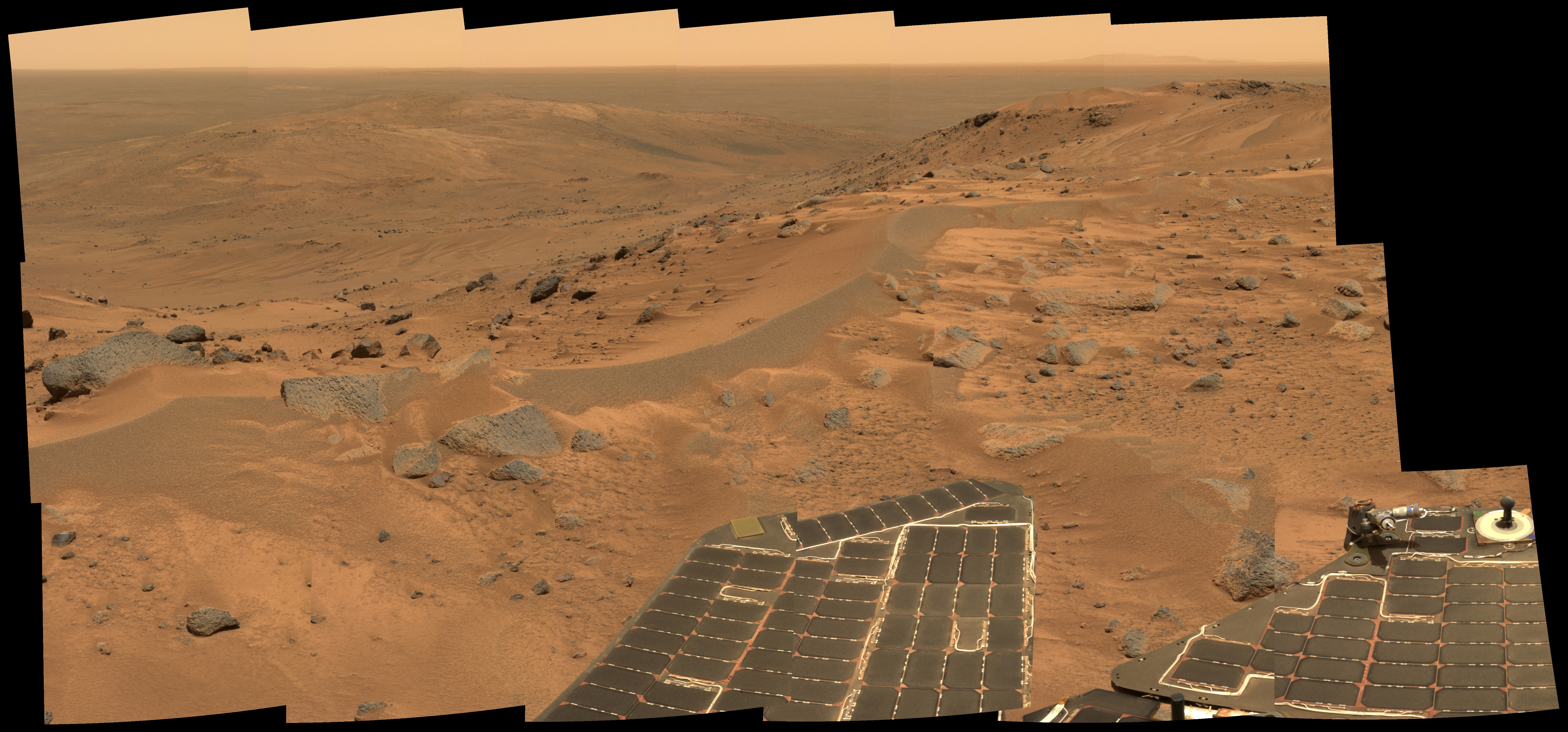
赫斯本德山，以勇气号全景相机拍摄的18帧照片拼接制成

2004年1月21日，深空网络与勇气号失去联系。开始时以为是澳大利亚的雷暴气候所致。勇气号曾发出过一条不包含数据的消息。这天晚些时候勇气号又未按计划与与火星全球勘探者号轨道器通讯。第二天，喷气推进实验室收到勇气号的信号，指出它正处于‘安全模式’。1月23日，飞行控制小组成功的让火星车发出信号，发现问题是由火星车的闪存系统出错所致。接下来的10天里，火星车没有执行任何科学任务，工程师们上传并测试了软件。经过格式化闪存和用软件升级补丁避免内存过载，问题最终得到解决。机遇号同样进行了升级。勇气号于2月5日完全恢复科学功能 。
3月23日，科学家们在记者招待会发布了火星表面过去曾存在液态水的证据。一块位于机遇号着陆地子午线平原陨石坑边缘的岩石上的分层图案和交错层理说明此坑区域曾经有水流过。氯和溴的不规律分布也说明此处曾是咸水海的海岸线，但早已蒸发殆尽。
4月8日，NASA提出延长任务周期3到8个月。并立刻得到了至9月份的一千五百万美元和每月二百八十万美元的预算。月底，机遇号以5天时间行驶200 米到达“奋进陨石坑”。NASA于9月22日提出再次延长火星车任务6个月。机遇号离开持久陨坑去观察它抛弃的热护盾，并前往维多利亚陨坑。勇气号则试图登上哥伦比亚山顶。
由于两架火星车均工作正常，NASA又提出到2006年9月的持续18个月的延伸任务。机遇号前往“风化地带”，勇气号开始攀登“赫斯本德山”。2005年8月21日，勇气号到达赫斯本德山顶，本旅程共计581火星日，行驶了4.81千米。
2005年11月20日，勇气号迎来了它到达火星的周年庆典（669火星日，即687地球日），机遇号的周年庆是2005年12月12日。本来，计划认为火星车无法持续工作超过90火星日，按火星车驾驶员Chris Leger的说法，哥伦比亚山只不过是个梦而已。
前往麦库尔山期间，勇气号的右前轮于2006年3月13日停止工作。驾驶员试图把失效的轮子拖在后面，但只坚持到山坡下一处无法通行的沙地。驾驶员将勇气号驶入一处“低山脊避风港”处过冬，等待春季太阳能水平增加到适合行驶的程度。9月，机遇号到达维多利亚坑边缘。NASA延长任务至2007年9月。
2007年2月6日，机遇号成为首个在火星表面行驶10千米的航天器。机遇号准备于2007年6月28日进入维多利亚坑，但被尘暴耽搁。2个月后，勇气号和机遇号恢复行使，沙暴导致的日照水平降低几乎使火星车永久失效。2007年10月1日，两架火星车进入了截至2009年的第五次延长任务。这使得火星车已经持续5年探索火星表面。
2008年8月26日，机遇号开始趁电能充沛之际以3天时间爬出维多利亚陨坑，以免车轮像勇气号一样失效导致其不能离开陨石坑。机遇号将返回子午线平原探测多种多样的岩石，其中一些可能是由形成维多利亚坑的陨石撞击所喷射出来的 。至2009年1月，两个火星车已经发回250000幅图像，旅行超过21千米。行驶3.2千米离开维多利亚陨坑后，机遇号于2009年3月7日‘看见’奋进陨坑的外缘。在古谢伏陨坑，勇气号深陷入火星沙中。勇气号和机遇号分别于2010年1月3日和24日迎来了到达火星六年庆。1月26日，在将勇气号弄出沙地的尝试失败后，NASA宣布勇气号将用于静态研究平台。NASA于2010年4月24日宣布，机遇号正前往奋进陨坑，自任务开始它已经旅行20千米。每个火星车的设计里程只有600米。一周后，NASA宣布勇气号将在冬季进入休眠。它可能无法再次唤醒。

## 航天器设计

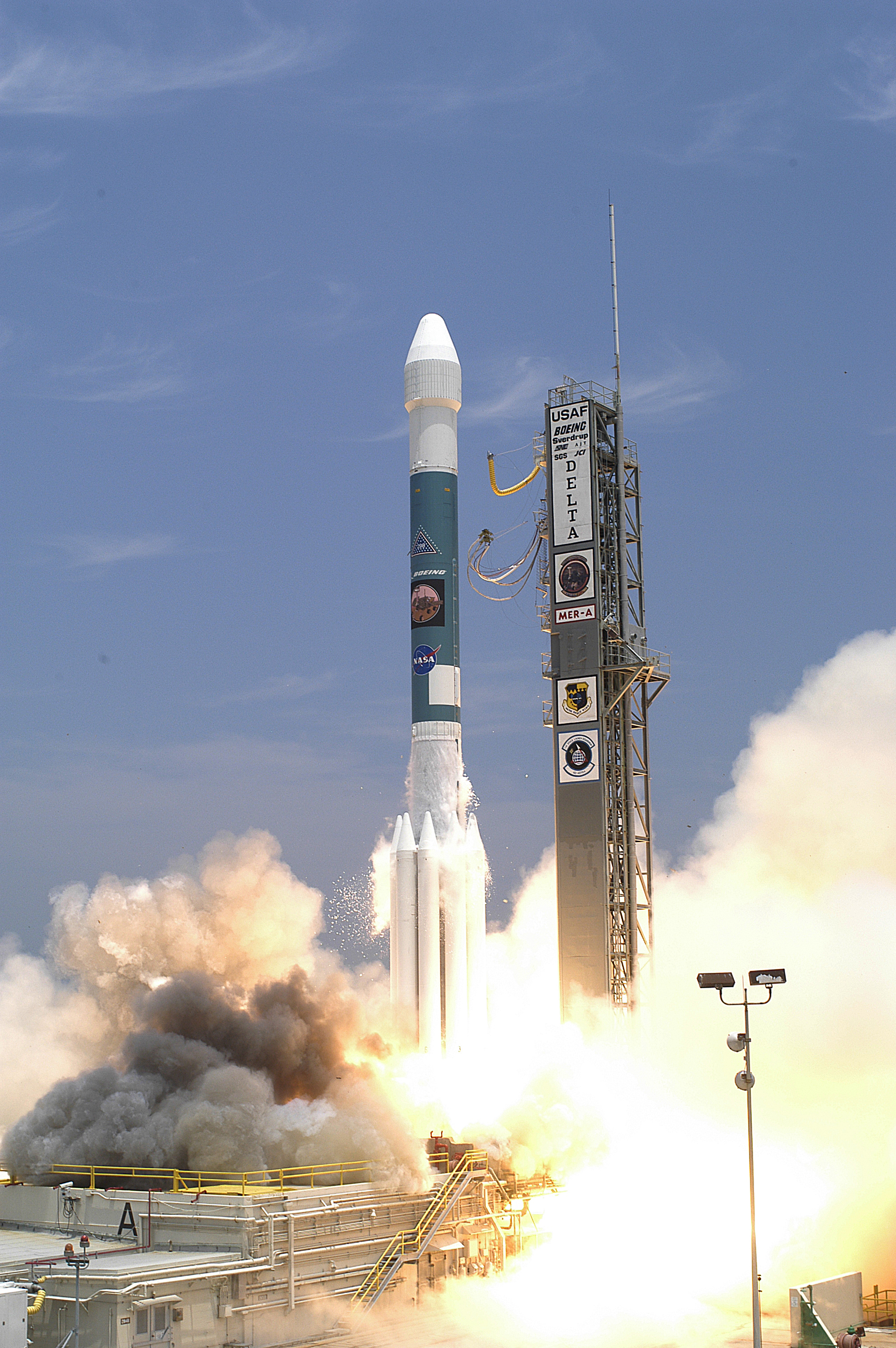
2003年6月10日，勇气号由德尔塔II运载火箭发射升空

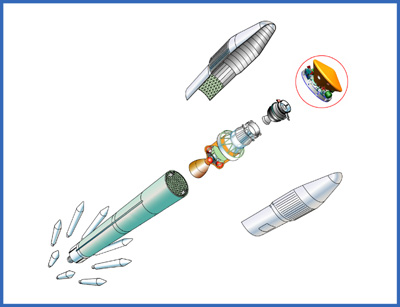
MER与德尔塔II运载火箭

火星探测漫游者由德尔塔II运载火箭发射，每个航天器包含下列部分:
- 火星车，185千克
- 着陆器，348千克
- 背壳/降落伞，209千克
- 热护盾，78千克
- 巡航级，193千克
- 推进剂，50千克
- 仪器，50千克

航天器全重1063千克。

### 巡航级

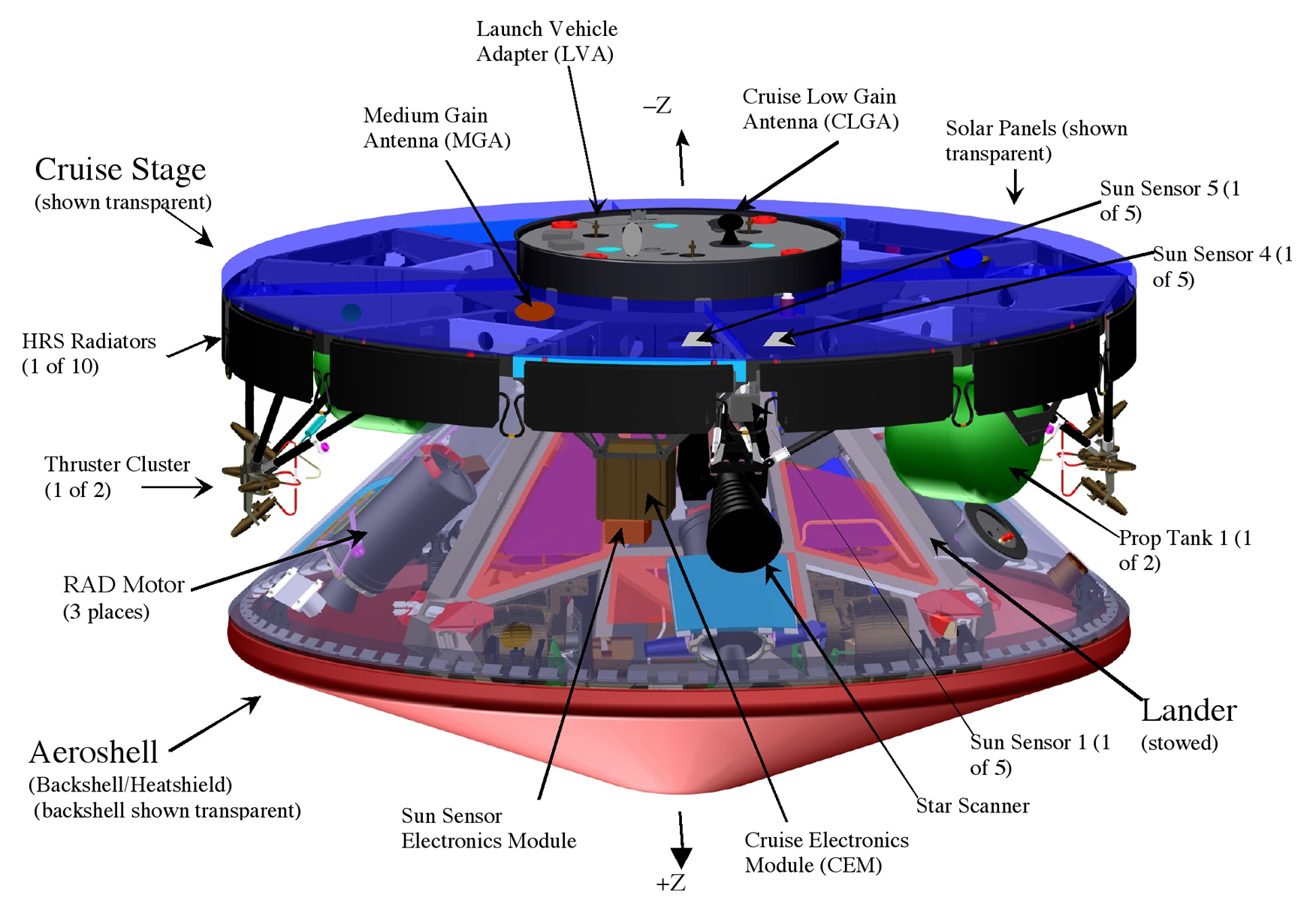
MER巡航级

巡航级用于从地球飞往火星。它同火星探路者的设计非常接近。包括载入飞行器大约2.65米直径，1.6米高。
主构架由铝制成，外环覆盖着太阳能电池板。太阳能电池阵列在地球附近能提供600瓦特电力，在火星提供300瓦特。
巡航级靠多层绝缘材料和加热器为电子设备保温，氯氟烃冷却系统为火星车内的飞行计算机和通信硬件提供冷却以免过热。巡航航空电子设备连接飞行计算机和其他仪器，如太阳传感器、寻星器和加热装置。

### 导航
恒星扫描器（带有备份系统）和太阳传感器使航天器可以通过分析太阳与其他恒星确定空间位置。航天器在5亿千米的旅程中可能偏离方向，因此共计划6次轨道修正和健康程度检测。为确保航天器到达火星上正确的着陆位置，2个轻质铝燃料箱携带了31千克联氨推进剂。巡航导航控制系统通过连续点火和脉冲点火进行三种机动，以确保航天器方向正确：
- 一对推进器进行轴向喷射改变航天器速度；
- 使用2组侧向“集束推进器”（每组包含4个推进器）进行秒长度的脉冲喷射控制偏航；
- 使用成对推进器进行脉冲点火控制进动（转向）。

### 通讯
MER航天器使用高频X波段无线电通讯。相对于S波段，X波段可使用小型天线，耗能也较低。导航信号通过低增益天线和中增益天线传送，二者分别安装于巡航级主构架的内环和外环。全向的低增益天线在地球附近使用，到达火星时转用波束较窄的中增益天线。巡航期间，航天器进行自旋稳定，转速为2RPM。天线和太阳能电池阵周期性的指向地球和太阳。

### 整流罩

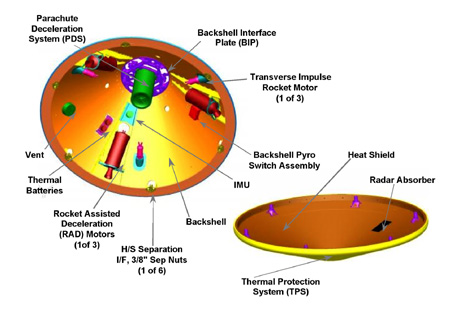
MER着陆器整流罩

整流罩在飞行期间保护着陆器，并于着陆器一起构成“再入飞行器”。整流罩的主要用途是隔离进入大气层时的气动加热，从而保护着陆器。MER的整流罩基于火星探路者和海盗号的设计。整流罩部分由洛克希德马丁建造。制造材料为石墨纤维树脂复合材料表层包覆的铝制蜂窝结构。整流罩外侧覆盖了一层填充了烧蚀材料的苯酚蜂窝结构，用于再入阶段的烧蚀散热。烧蚀材料由软木、粘合剂和小石英玻璃珠构成，这种材料于海盗号任务时发明，类似的技术也用于水星、双子座和阿波罗载人航天任务。热护盾和背壳使用同种材料制成，但热护盾覆盖有12.7毫米厚的烧蚀材料，背壳则油漆并覆盖了铝基PET（聚对苯二甲酸乙二酯）薄膜。再入飞行器进入大气层后在大约1分钟内由19000千米/小时减速至1600千米/小时，着陆器要承受6g过载。
部件组成
整流罩由热护盾和背壳组成。热护盾是褐色的平碟形体，它在再入阶段保护着陆器，并起到气动刹车的作用。背壳呈锥形，携带着降落伞和其他着陆时需要的仪器设备。
- 降落伞
- 电子设备、用于击发爆炸螺栓、火箭发动机、射伞枪等火工装置的电池。
- Litton LN-200惯性测量装置(IMU)，用于监控开伞后背壳的姿态。
- 三具称为RAD(Rocket Assisted Descent)的固体减速火箭发动机，每具火箭发动机提供约1千牛顿的推力。工作约4秒。
- 三具较小的称为TIRS的固体火箭发动机，在RAD工作期间提供小水平推力确保背壳保持垂直。

### 降落伞

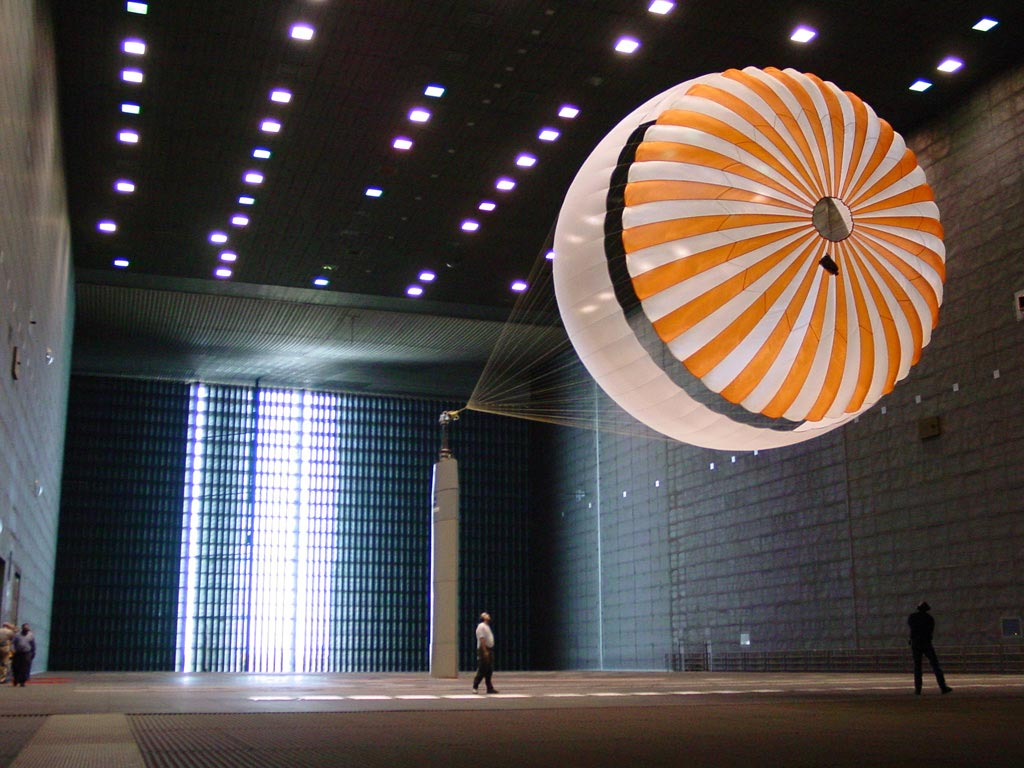
MER降落伞在测试中

降落伞基于海盗号和火星探路者的设计，本任务所用的降落伞比火星探路者的降落伞大了40%。降落伞由聚酯和尼龙制成，伞绳由凯夫拉制造。
降落伞在距火星表面10千米高度释放，热护盾由6套爆炸螺栓和分离弹簧抛弃。然后着陆器从背壳上分离，悬挂在20米长的Zylon材料绳索下。由于火星大气密度仅有地球大气的1%，只靠降落伞无法使着陆器安全落地，RAD火箭发动机点火作最终制动，使航天器悬停在距地表10-15米高度上。安装在着陆器上的雷达高度计控制RAD点火，然后切断挂索释放着陆器。雷达数据也用于启动气囊充气。

### 气囊

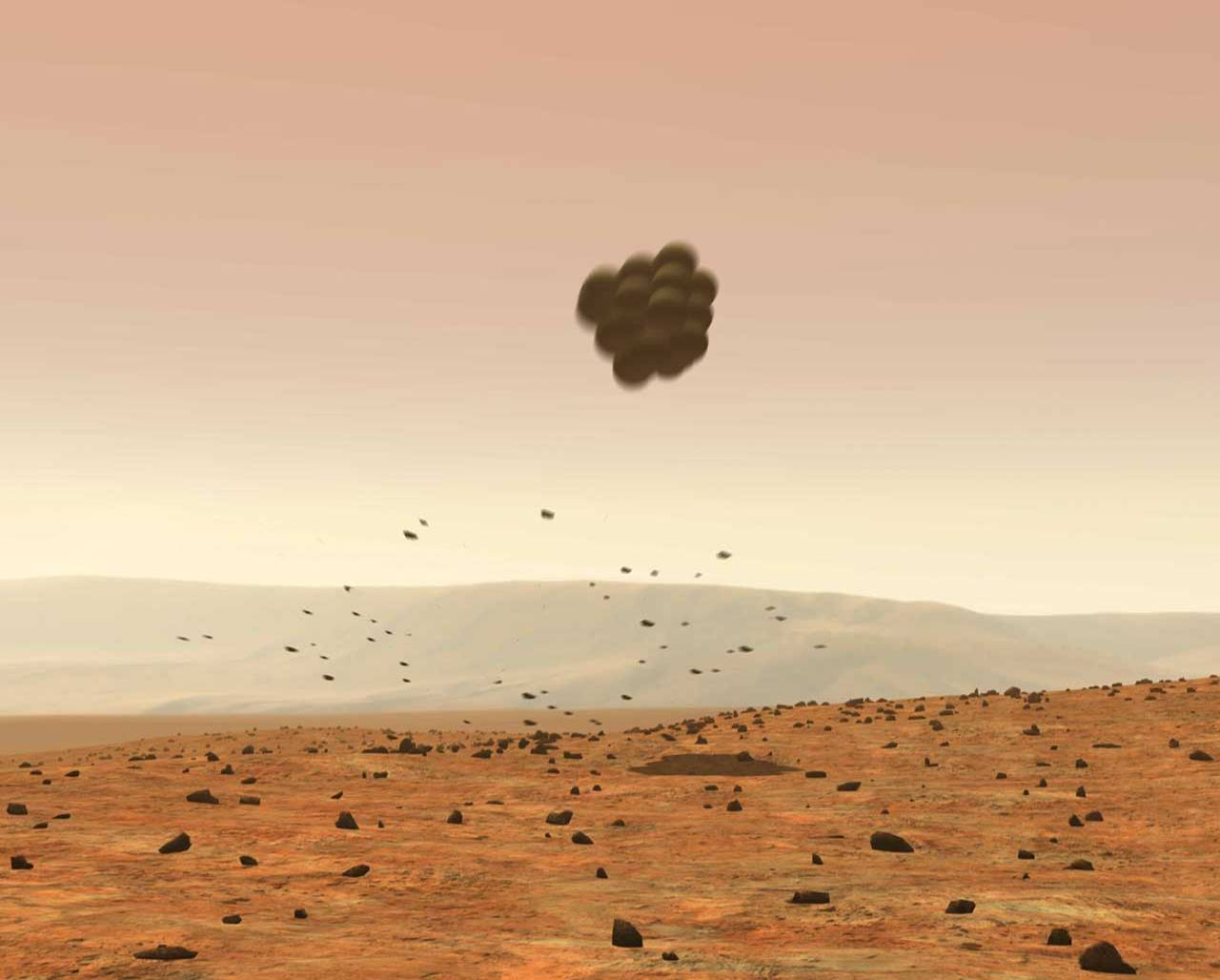
充气后的气囊（艺术概念图）

MER气囊与火星探路者所用的是同一类型。气囊具有足够的强度避免石块戳刺或弹跳时破损。气囊在接触地面前充气，安全停止在地表后排气。气囊以维克特纶制成，强度几乎比凯夫拉等合成材料高两倍。而且低温性能更好。
气囊共4组，每组4个子袋。所有气囊连接在一起，以便吸收着陆时候的冲击和保持弹性。气囊没有直接固定在着陆器上，而是用绳索穿插捆绑。绳子可以为气囊塑形，也使充气更加容易。气囊靠三个气体发生器充气。

### 着陆器

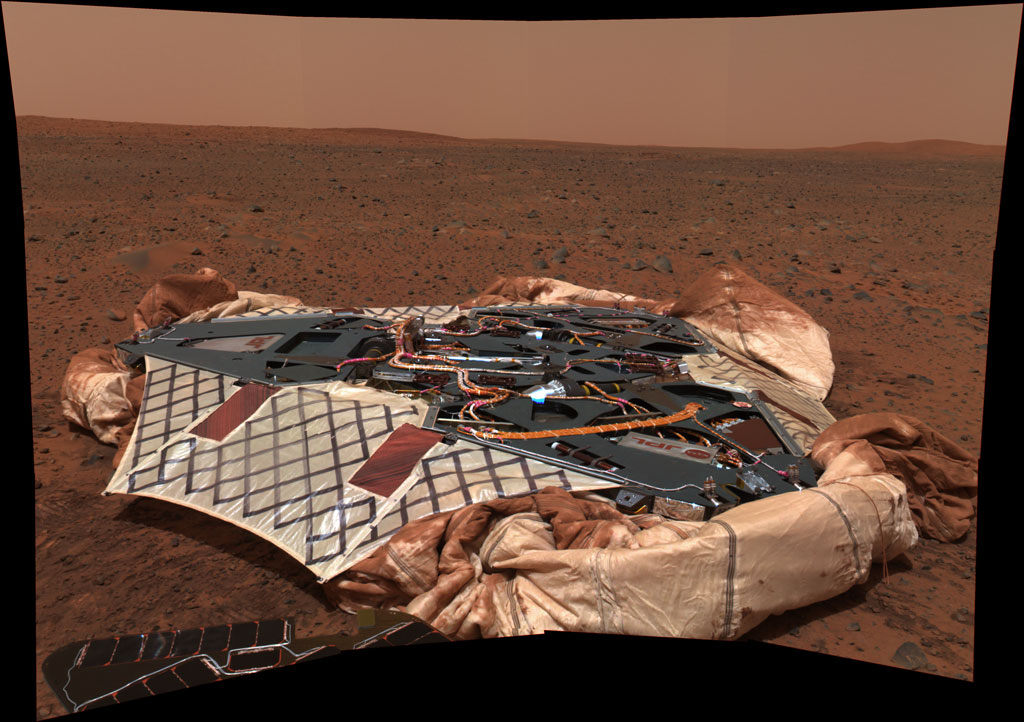
勇气号的着陆器，火星车已经驶离

着陆器作为容器包装火星车和气囊装置，使之免遭冲击。着陆器呈四面体形，其侧面可以像花瓣一样展开。着陆器由石墨纤维管和钛板制成。火星车用螺栓固定在着陆器里。着陆后火星车通过爆炸栓释放。

## 火星车设计

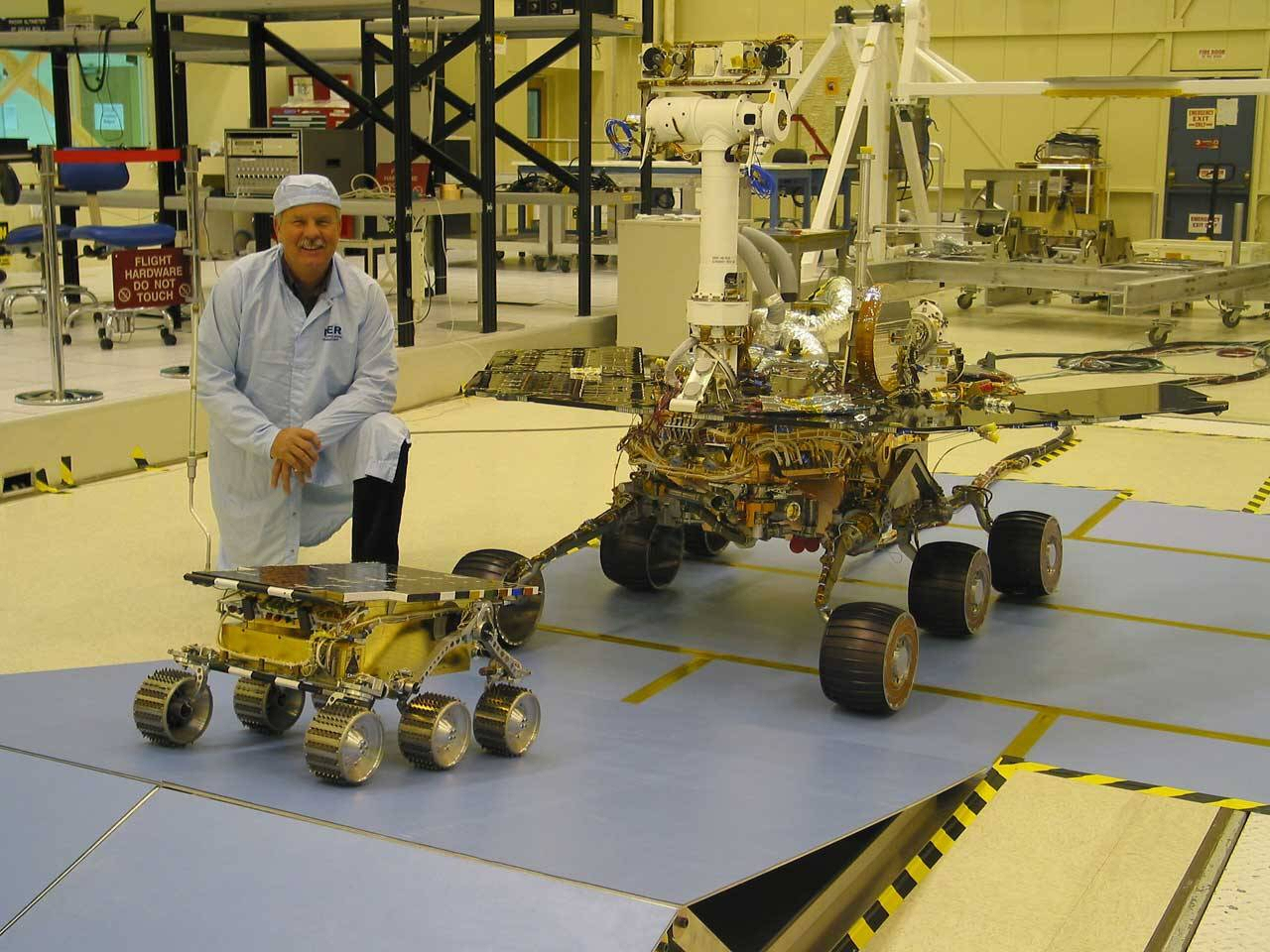
MER火星车与火星探路者火星车

MER火星车是六轮，太阳能动力的机器人。火星车高1.5米，宽2.3米，长1.6米。重180千克。每个轮子和悬挂系统可承重35千克。

### 动力系统
MER火星车有六个轮子，悬挂系统采用摇臂式。这种设计使火星车驶过不平坦的地面时每个轮子都能保持在地面上。MER每个轮胎都有自己的马达，前轮和后轮各有独立的转向马达。火星车可以启动一只前轮挖掘土壤。火星车的最高速度为50毫米/秒。平均速度10毫米/秒。每行驶10秒，防护软件会停车20秒观察驶过的地形。

### 电力电子系统

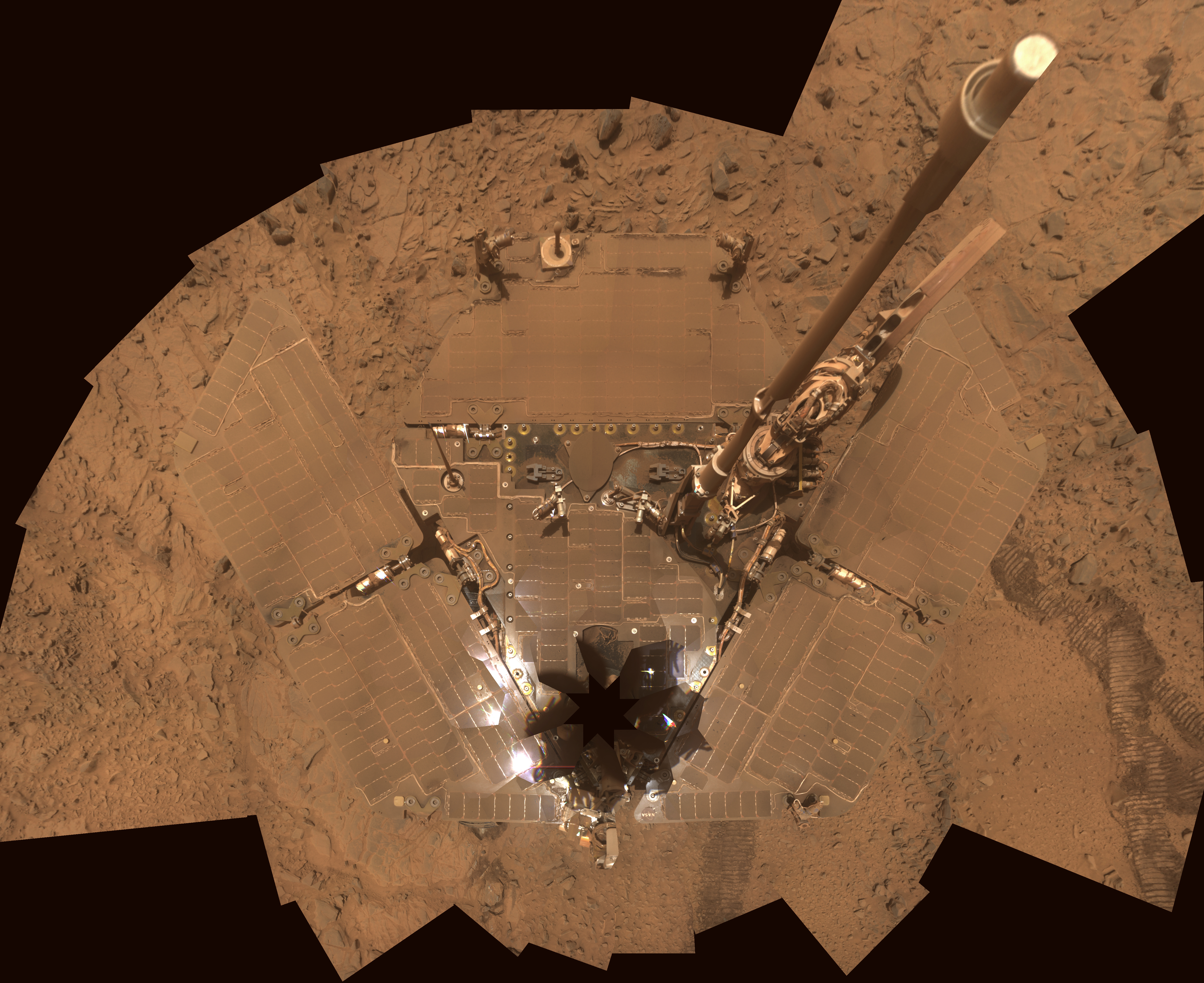
2007年10月，勇气号的太阳能电池板被火星尘土覆盖

如果照明良好，每火星天至少4小时时间里，火星车的多结光伏电池阵列可以产生140瓦特电力。火星车需要100瓦特电力行驶。电力系统有2个重7.15千克的可充电锂离子电池，用来在夜间或者无日照时提供电力。火星车运作一段时间后，电池将无法完全充电。未来的火星科学实验室将使用波音生产的多任务放射性同位素热电偶发电机（MMRTG）提供动力。
按原计划，由于尘土覆盖，90火星天后太阳能电池板产生的电力将减少至50瓦特。但实际上经过3个地球年后，火星车每天仍可获得300瓦特小时至900瓦特小时的动力。原因是“清洁事件”（沙尘被风吹走）发生频率远高于NASA的预计。2007年火星全球沙暴时，两辆火星车均遭遇了动力短缺。机遇号仅可获得128瓦特小时的能量。2008年11月，勇气号的电力更跌落至89瓦特小时。

MER火星车的计算机使用辐射强化的20MHz主频的RAD6000CPU，内存系统为128MB容量带有错误校验的动态存储器和3MB容量电擦除可重写式只读存储器以及256MB闪存，运行VxWorks实时操作系统。

MER火星车的仪器设备必须保持在-40摄氏度至40摄氏度的环境温度中。夜间，火星车使用8个放射性同位素加热元件加热，每个加热元件依靠放射性元素衰变可持续产生1瓦特热能。必要时也可以使用电加热装置。保温绝缘装置由黄金镀层和硅气凝胶层构成。

### 通讯系统
MER火星车拥有一个低增益天线和一个高增益天线。低增益天线可以全向收发，以低数据传输率向地球上的深空网络天线发送信息。 高增益天线具有指向性，可以调整方向，以较高的数据传输率向地球传送信息。火星车也使用低增益天线同火星轨道器（如2001火星奥德赛号和火星全球探勘者号）通讯。这些轨道器可以在火星车和地球之间中继通讯。大多数中继通讯经由奥德赛号。火星轨道器使用UHF天线同火星车通讯。UHF天线通讯距离要短于低增益和高增益天线。火星车和着陆器的花瓣结构上各装有一个UHF天线，在着陆的关键时刻可以增加信息量。
火星车总共有9台相机，拍摄生成1024{\displaystyle \times }1024像素分辨率，12位采样每像素的图像。大多数导航相机拍摄的图像和图标降采样至8位每像素以节约内存和传输时间。存储和发送前，所有图像数据以ICER压缩。导航图像、图标压缩到大约每像素仅占0.8到1.1位。低位率（低于0.5位/像素）用于多色全景相机的特定波长。
ICER基于小波变换，特别为深空探测任务设计。可以进行无损或有损的逐级压缩。配合错误抑制机制，可限制深空传输的数据损失。ICER的性能要高于火星探路者应用的有损JPEG压缩和无损Rice压缩。

### 科学仪器
火星车载有多种仪器，其中三种安装为一个组件：

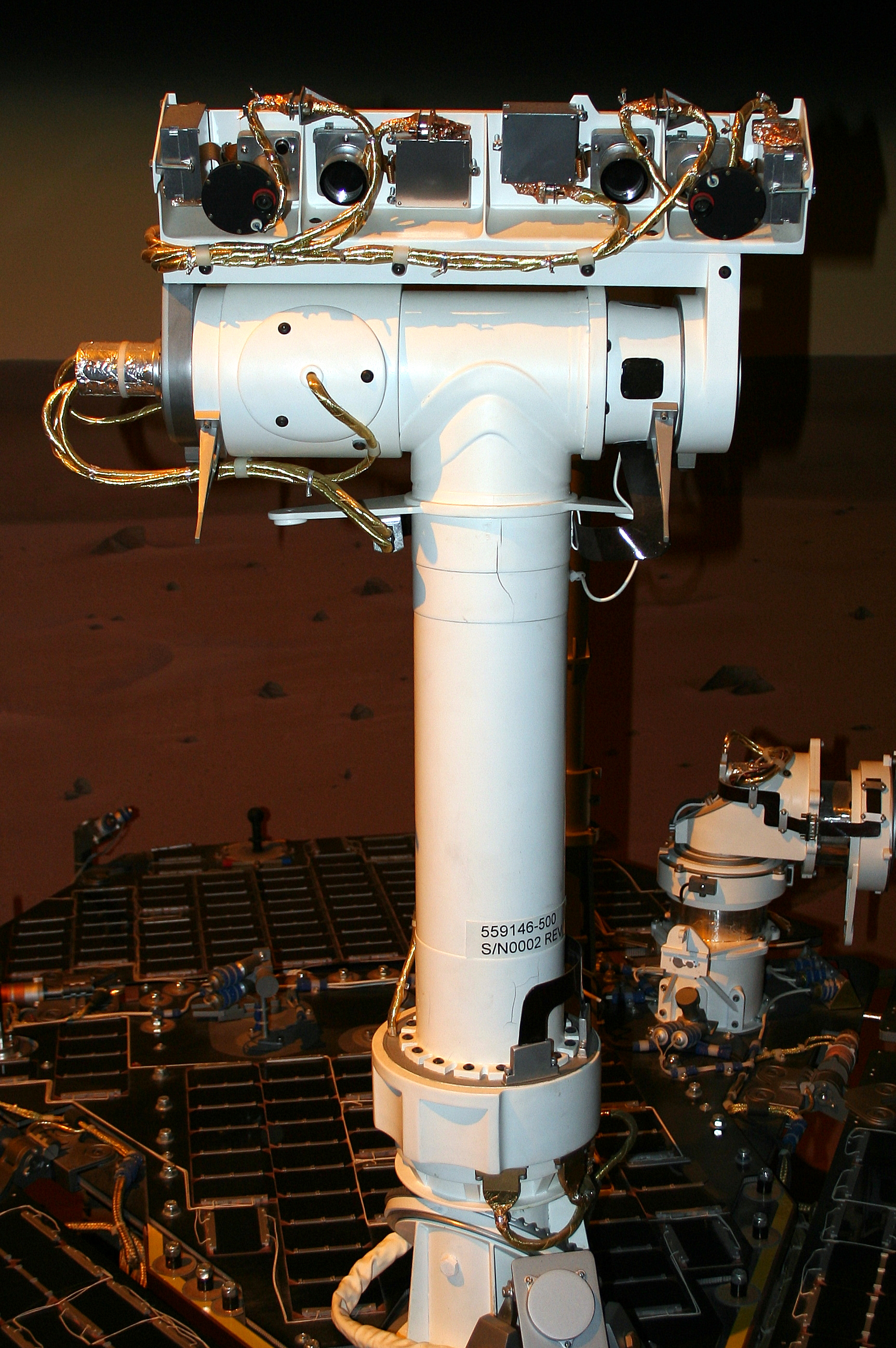
全景相机 (Pancam)

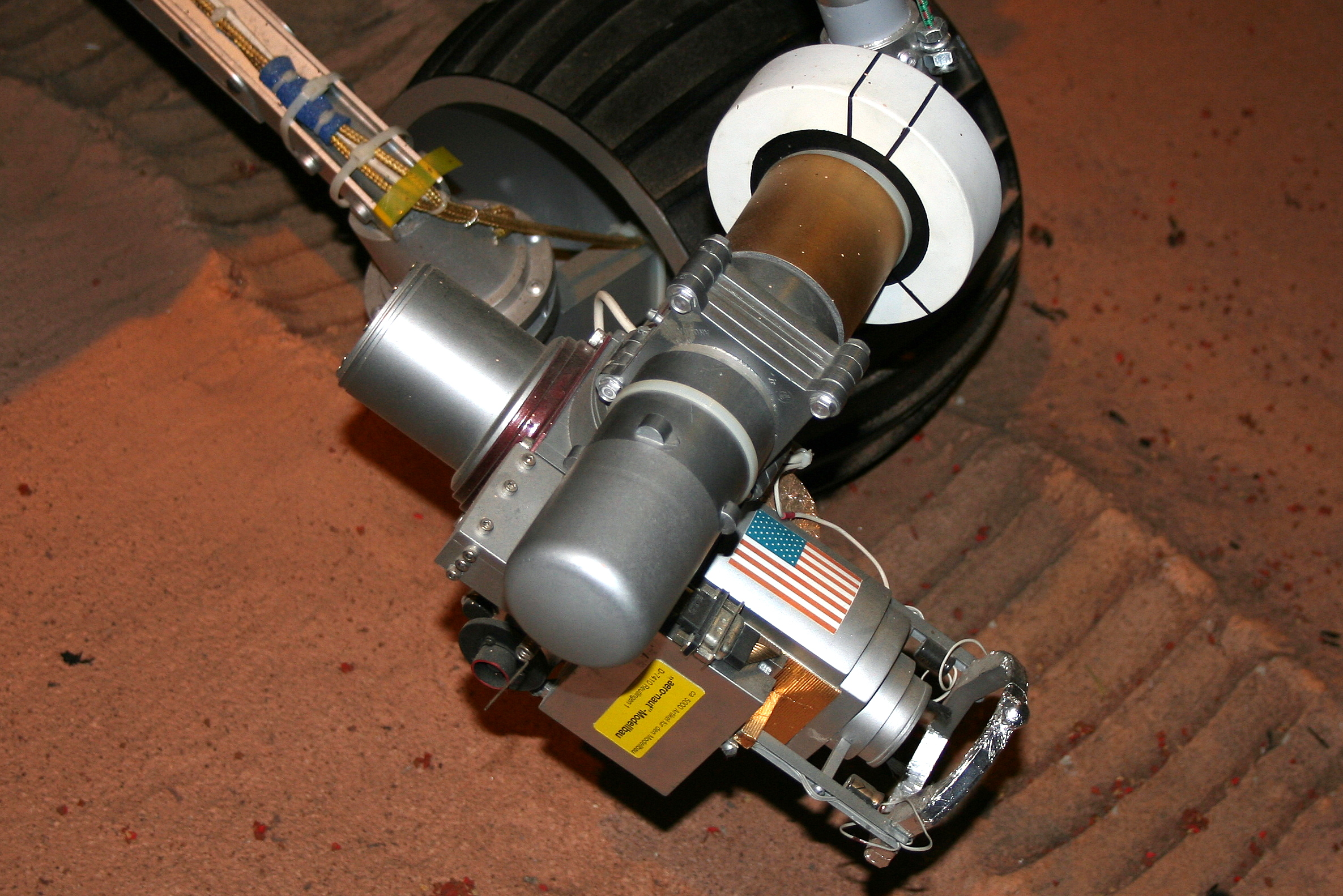
岩石研磨工具(RAT)

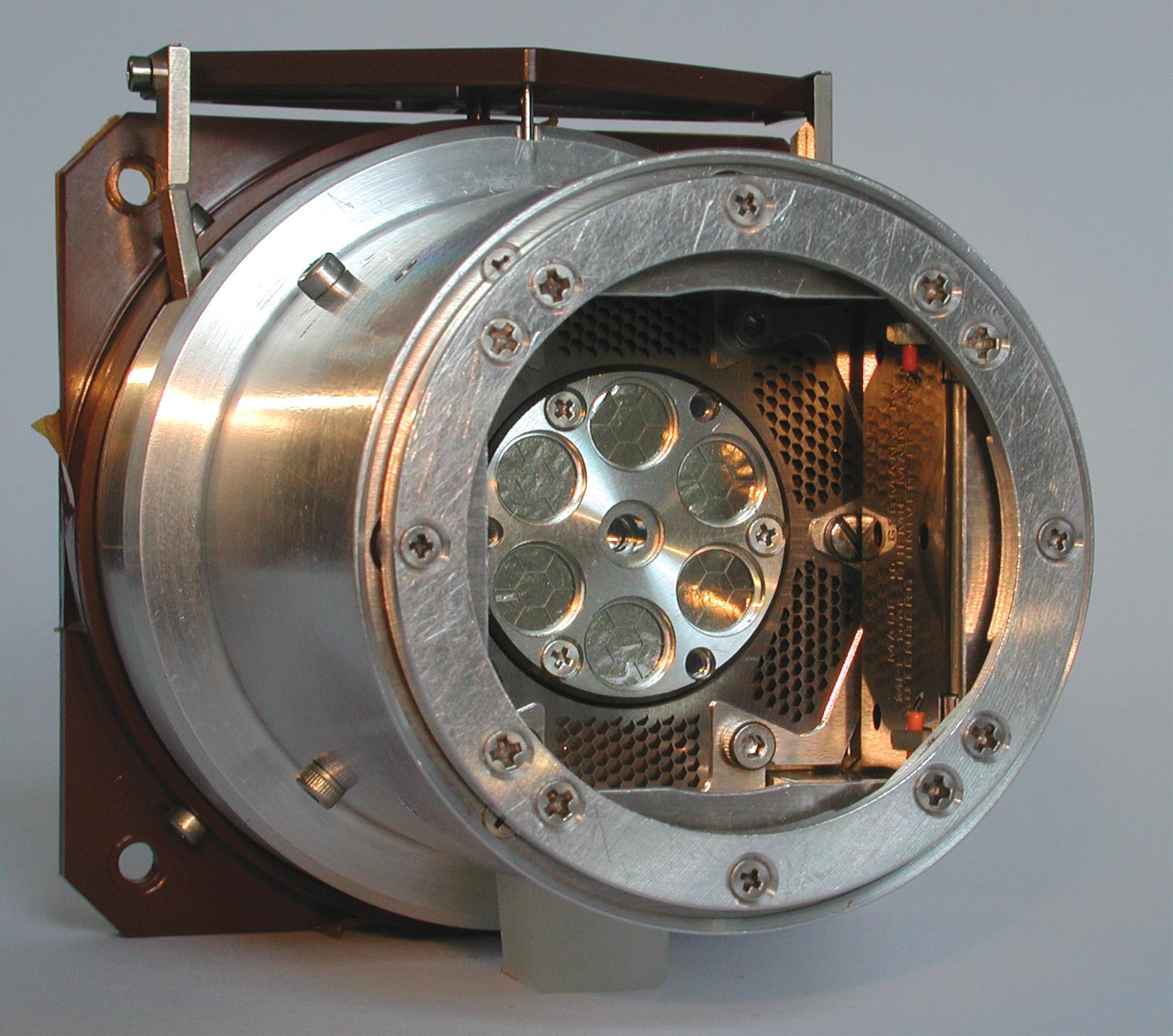
阿尔法粒子X射线谱仪（APXS）(Courtesy NASA/JPL-Caltech)

- 全景相机（Pancam），用于探测纹理、颜色、矿物学和地形地貌。
- 导航相机（Navcam），具有较大的视野，但分辨率较低，且为单色。用于导航和行驶。
- 用于小型热辐射光谱仪（Mini-TES）的镜子。用于近距离识别岩石土壤并检测其形成过程。本仪器由亚利桑那州立大学制造。

这些相机安装于高1.5米的全景相机桅杆组件上。桅杆在马达驱动下可以水平旋转一周。另一个马达控制相机的垂直指向。第三个马达控制Mini-TES的仰角，使之在水平以上30度至水平以下50度之间活动。

四个单色避险相机（Hazcams）安装在火星车机体上，前后各2个。

仪器部署装置（IDD），既机械臂上装有下列设备：
- 穆斯堡尔谱仪(MB)，MIMOS II，由德国约翰内斯·谷登堡大学的Göstar Klingelhöfer博士研制。用于对含铁岩石土壤进行近距离矿物学化验[7]。
- 阿尔法粒子X射线谱仪（APXS）,由德国马克斯普朗克化学研究所研制。用于近距离分析构成岩石土壤的元素的丰度。
- 磁体，用于收集磁性尘屑微利。由哥本哈根玻尔研究所的Jens Martin Knudsen团队研制。收集到的微粒由MB和APXS分析，以确定磁性粒子和非磁性粒子的比率以及空气尘埃微粒和研磨产生的岩石微粒的成分。火星车的前部也装有磁体，用于MB进行较广泛的研究。
- 显微成像仪（MI）,用于获得岩石土壤的近距离高分辨率图像。由美国地质勘探局天体地质学研究计划的Ken Herkenhoff团队研制。
- 岩石研磨工具（RAT）,由蜜蜂机器人航天机械公司研制，用于磨去岩石的风化表面，暴露内部物质供车载仪器研究。

机械臂可以将仪器直接放置在研究目标上。

## 命名
勇气号和机遇号的命名来自学生征文比赛，亚利桑那州三年级学生索菲·科里斯(Sofi Collis)赢得了比赛。

I used to live in an orphanage. It was dark and cold and lonely. At night, I looked up at the sparkly sky and felt better. I dreamed I could fly there. In America, I can make all my dreams come true. Thank you for the 'Spirit' and the 'Opportunity.'

— Sofi Collis, age 9

我曾经住在一个孤儿院中。它很冷、很黑，我很孤独。晚上，我抬头仰望满天繁星，排解忧伤。我希望我能飞向那些星球。在美国，我可以让所有我的梦成真。感谢你给我的 “勇气”与 “机遇”。

——索菲·科里斯，９岁

在此之前，研制中的火星车被称为MER-1(机遇号)和MER-2（勇气号）。按照登陆火星的顺序，NASA也使用任务代号MER-A(勇气号)和MER-B(机遇号)。

## 测试用火星车
喷气推进实验室维护了2辆火星车用于测试和模拟火星上的状况。其中一辆重约180千克，装有与勇气号和机遇号一致的全套仪器。另一辆具有一样的大小和行驶特性，但没有安装科研仪器，它质量约80千克，很类似于火星车在火星的重力情况。2009年，勇气号陷入沙坑事件用到了这些测试火星车。

## 相关链接
- 火星探测漫游者 （页面存档备份，存于）